# Hodgenville
Hodgenville is een plaats (city) in de Amerikaanse staat Kentucky, en valt bestuurlijk gezien onder Larue County. Hodgenville is de geboorteplaats van Abraham Lincoln, president van de Verenigde Staten tijdens de Amerikaanse Burgeroorlog. Ter ere van hem bevindt zich in Hodgenville de Abraham Lincoln Birthplace National Historic Site.

## Demografie
Bij de volkstelling in 2000 werd het aantal inwoners vastgesteld op 2874.
In 2006 is het aantal inwoners door het United States Census Bureau geschat op 2796, een daling van 78 (-2,7%).

## Geografie
Volgens het United States Census Bureau beslaat de plaats een oppervlakte van
4,5 km², geheel bestaande uit land. Hodgenville ligt op ongeveer 283 m boven zeeniveau.

## Plaatsen in de nabije omgeving
De onderstaande figuur toont nabijgelegen plaatsen in een straal van 28 km rond Hodgenville.

## Geboren
- Abraham Lincoln (1809-1865), 16e president van de Verenigde Staten (1861-1865)